# Tajni život ljubimaca 2
Tajni život ljubimaca 2 (eng. The Secret Life of Pets 2) je američki računalno-animirani film iz 2019. godine studija Illumination Entertainment i nastavak animiranoga hita, Tajni život ljubimaca, iz 2016. godine. Redatelji filma su Chris Renaud, distributerska kuća je Universal Pictures. Premijera filma bila je 7. lipnja 2019. godine u SAD-u.
Film je zaradio 430 milijuna dolara diljem svijeta. Recenzije i kritike su bile izuzetno pozitivne pohvaljujući osobito inovativnu animaciju i duhovitost scenarija.

## Radnja
Terijer Max suočava se s velikim životnim promjenama. Njegova vlasnica sada je udana i ima sina, Liama. Max je toliko opsjednut zaštititom dječaka da će razviti živčani tik. Na obiteljskom putovanju na farmu Max se susreće s netolerantnim kravama, neprijateljskim lisicama i zastrašujućim puranom, što sve podiže Maxovu tjeskobu. Na sreću, Max dobiva savjete veteranskog farmerskog psa Roostera, koji tjera Maxa da odbaci svoje strahove, pronađe svoju unutarnju alfu i pruži Liamu malo više slobode.

## Glavne uloge
- Patton Oswalt - Max
- Kevin Hart - Snowball
- Harrison Ford - Rooster
- Eric Stonestreet - Duke
- Jenny Slate - Gidget
- Tiffany Haddish - Daisy
- Lake Bell - Chloe
- Nick Kroll - Sergei
- Dana Carvey - Pops
- Bobby Moynihan - Mel
- Hannibal Buress - Buddy
- Chris Renaud - Norman
- Ellie Kemper - Katie
- Pete Holmes - Chuck
- Henry Lynch - Liam
- Sean Giambrone as Cotton
- Meredith Salenger - Cat Lady
- Michael Beattie - Lead Wolf
- Kiely Renaud - Molly
- Tara Strong - Sweetpea
- Jessica DiCicco - Princess, Tiny
- Garth Jennings - Hamster

## Unutarnje poveznice
- Illumination Entertainment
- Universal Pictures

## Vanjske poveznice
- Tajni život ljubimaca 2 u internetskoj bazi filmova IMDb-a (engl.)
- Tajni život ljubimaca 2 na Rotten Tomatoes (engl.)